# Horisme clandestinata
Horisme clandestinata är en fjärilsart som beskrevs av Walker 1862. Horisme clandestinata ingår i släktet Horisme och familjen mätare. Inga underarter finns listade i Catalogue of Life.